# Bar Harbor (Maine)
Bar Harbor is een plaats (town) in Hancock County, Maine, Verenigde Staten. In 2000 had de plaats een inwonertal van 4820. Bar Harbor ligt aan de Frenchman Bay. Tegenover Bar Harbor ligt Bar Island.
Bar Harbor is een goede uitvalbasis voor bezoekers van het Acadia National Park.

## Geboren
- Esther Ralston (1902-1994), actrice
- Nelson Rockefeller (1908-1979), vicepresident van de Verenigde Staten, gouverneur van de staat New York, ondernemer en filantroop
- Herb Mitchell (1937-2011), acteur
- Charles Hobaugh (1961), astronaut

## Galerij

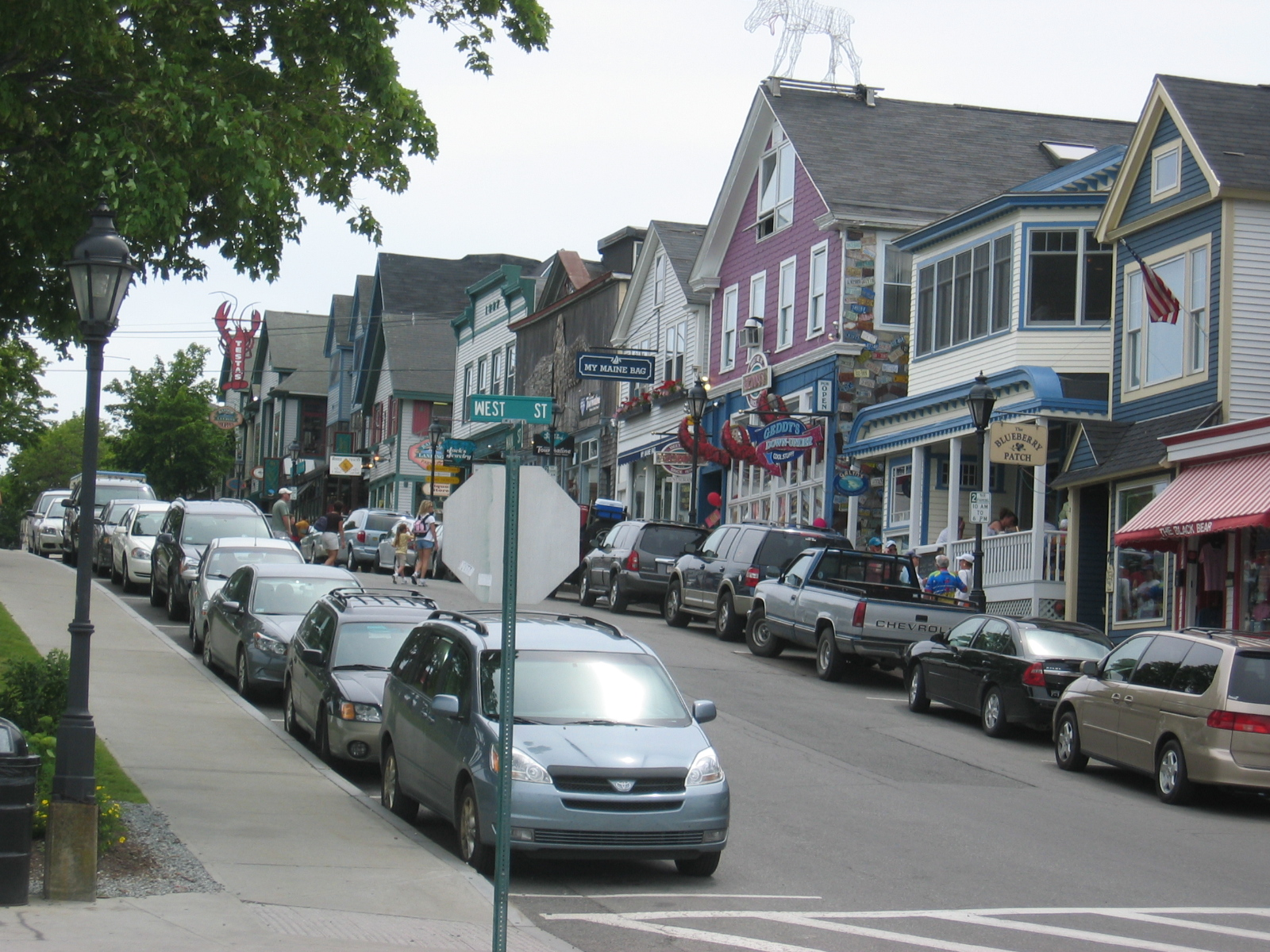
Main Street in Bar Harbor